# غارسيا دي ساهاجن
```
كان غارسيا دي ساهاجن
 
أسقفًا
 
للكنيسة الكاثوليكية في
 
القرن السادس عشر
 . 
```

وأيضًا أسقف بريتوس ( أبرشية الروم الكاثوليك في بيروت، لبنان ).    وأبرشية  قونكة. 